# Władysław Wielhorski
Władysław Wielhorski (ur. 22 lutego?/6 marca 1885 w Złobyczach k. Żytomierza, zm. 13 grudnia 1967 w Londynie) – polski historyk, politolog, działacz społeczny, poseł na Sejm IV w II RP. Jeden z współtwórców polskiej szkoły sowietologicznej.

## Życiorys
W latach 1920–1924 publicysta „Dnia Kowieńskiego”, wydalony z Republiki Litewskiej za „działalność antypaństwową”. W latach 1930–1939 profesor Wyższej Szkoły Nauk Politycznych w Wilnie, również w Wilnie w latach 1931–1939 dyrektor Instytutu Naukowo-Badawczego Europy Wschodniej. Był wykładowcą Uniwersytetu Wileńskiego, w latach 1935–1938 posłem na Sejm, a w 1940 więziony przez NKWD, następnie deportowany w głąb ZSRR. 
Zwolniony w wyniku układu Sikorski-Majski, został ewakuowany z ZSRR. W 1942 znalazł się w Londynie.
Na emigracji został współtwórcą Związku Ziem Północno-Wschodnich oraz Ligi Niepodległości Polski, członkiem Tymczasowej Rady Jedności Narodowej oraz wielu organizacji społecznych i naukowych (Polskiego Towarzystwa Nauk, Instytutu Wschodniego „Reduta”, Społeczności Akademickiej Uniwersytetu Stefana Batorego, Zrzeszenia Profesorów i Docentów na Obczyźnie, Koła Kijowian), wykładowcą Polskiego Uniwersytetu na Obczyźnie. Członek założyciel Polskiego Towarzystwa Naukowego na Obczyźnie. Autor prac poświęconych problematyce Europy Środkowej  oraz dziejom Polski i Litwy (historyk „obojga narodów”).
Został pochowany na cmentarzu Powązkowskim (kwatera 176-5-20).

## Ordery i odznaczenia
- Krzyż Oficerski Orderu Odrodzenia Polski (10 listopada 1933)[2]

## Wybrane publikacje
- Państwowość Litwy etnograficznej wobec zagadnienia trwałego pokoju w Europie, Warszawa 1919.
- Granice Ekonomiczne Racjonalnej Reformy Agrarnej w Litwie : referat wygłoszony i aprobowany na Walnem Zebraniu Związku Producentów Rolnych w Kownie 12 Czerwca 1920 r., Kowno 1920.
- Byt ludności polskiej w państwie litewskim w świetle dochodzeń jej praw przed Ligą Narodów, Wilno: Wileńskie Biuro Informacyjne 1925.
- Litwa etnograficzna: przyroda, jako podstawa gospodarcza : rozwój stosunków narodowościowych, Wilno: Wileńskie Biuro Informacyjne Wilbi, 1928.
- Sprawy terytorjalne w polityce Litwy, Wilno 1932.
- Polityka ekonomiczna Litwy, Warszawa 1933.
- Warunki rozwoju świadomości narodowej Litwinów i powstania współczesnego państwa litewskiego : (1861–1920), Lwów: Polskie Towarzystwo Historyczne 1935.
- Litwa współczesna, Warszawa: Sekcja Geograficzna Towarzystwa Wiedzy Wojskowej 1938.
- The importance of the Polish eastern provinces for the Polish Republik, transl. by J. Sapieha, Glasgow: Książnica Polska 1943.
- Strefa pięciu mórz : zagadnienia Europy Środkowo-Wschodniej, Londyn: Listy z Londynu 1943.
- Polska a Litwa. Stosunki wzajemne w biegu dziejów, London: The Polish Research Centre 1947.
- Kraje bałtyckie a Rosja, Londyn: „Reduta” 1949.
- Naród białoruski wśród swych sąsiadów, Londyn: „Reduta” 1949.
- Struktura narodowościowa Europy Wschodniej i Środkowej, Londyn: Instytut Bliskiego i Środkowego Wschodu „Reduta” 1949.
- Ustrój agrarny ZSRR, Londyn: „Reduta” 1949.
- 1.Społeczność akademicka U.S.B., 2.Inauguracja październikowa, 3. Litwini, Białorusini i Polacy w dziejach kultury W. Ks. Litewskiego, Londyn: Społeczność Akademicka USB 1951.
- Deported Poles in Soviet captivity (1939–1956),  London: Eastern Polish Council and Polish ASS'N of Former Soviet Political Prisoners 1956.
- Los Polaków w niewoli sowieckiej 1939–1956, tekst oprac. Władysław Wielhorski, Rada Ziem Wschodnich R.P. (Związek Ziem Połudn.-Wschodnich - Związek Ziem Północno-Wschodnich). Stowarzyszenie B. Sowieckich Więźniów Politycznych, Londyn 1956.
- Ziemie Wielkiego Księstwa Litewskiego w rozwoju kulturalnym, Londyn: Polski Uniwersytet na Obczyźnie 1956.
- Ziemie Ukrainne Rzeczypospolitej, Londyn: Koło Kijowian 1959.
- Stosunki językowe, wyznaniowe i etniczne w Wielkim Księstwie Litewskim pomiędzy XIII a XVII wiekiem, Londyn 1964.
- Trzy pytania i trzy odpowiedzi : prawda o deportacjach Polaków pod panowaniem sowieckim,  Londyn: Egzekutywa Zjednoczenia Narodowego 1964.
- Wspomnienia z przeżyć w niewoli sowieckiej, London: Orbis 1965 (wyd. 2 - Łódź - Poznań: Towarzystwo Oświaty Niezależnej 1985).
- The nationality of Mickiewicz in the light of modern sociological and ethnographical studies, Roma: Institutum Historicum Polonicum Romae 1967.